# Knock, Knock
"Knock, Knock" es el decimotercer episodio y final de la primera temporada de la serie de televisión dramática estadounidense Six Feet Under. El episodio fue escrito y dirigido por el creador de la serie Alan Ball. Se emitió originalmente en HBO el 19 de agosto de 2001, transmitiéndose consecutivamente con el episodio anterior, "A Private Life".
La serie está ambientada en Los Ángeles y retrata la vida de la familia Fisher, que dirige una funeraria, junto con sus amigos y amantes. Explora los conflictos que surgen después de que el patriarca de la familia, Nathaniel, muere en un accidente automovilístico. En este episodio, David ayuda a Tracy con el funeral de su tía, mientras Nate y Brenda se involucran en un accidente automovilístico.
Según Nielsen Media Research, el episodio fue visto por un estimado de 7,06 millones de espectadores en hogares y obtuvo una calificación de hogares Nielsen de 4,5, lo que lo convirtió en el episodio más visto de la serie. El episodio recibió críticas muy positivas de los críticos, quienes elogiaron las actuaciones, el desarrollo de los personajes y los temas.

## Trama
Matthew Gilardi (Gary Hershberger) está jugando al golf con una mujer, la Sra. Huntley, que supervisa a Kroehner. Huntley es muy exigente con sus métodos y quiere que Gilardi cumpla. Cuando golpea una pelota de golf, la pelota cae fuera del campo. Golpea a una mujer, Lilian Montrose, en la cabeza y la mata.
Una devastada Tracy (Dina Spybey) visita Fisher & Sons y revela que Lilian era su tía. Mientras ella le da especificaciones a David (Michael C. Hall), él se frustra porque ella sigue cambiando los arreglos, ya que no ha firmado el contrato que impide que eso suceda. Nate (Peter Krause) lleva a Brenda (Rachel Griffiths) a visitar a Billy (Jeremy Sisto) a la institución. Billy lamenta haber casi lastimado a Brenda y cree que nunca abandonará la institución. De camino a casa, Brenda confronta a Nate sobre su viaje como pareja, pero accidentalmente choca el auto. Son trasladados en ambulancia, sufriendo Brenda graves heridas.
Mientras se prepara para reunirse con Hiram (Ed Begley Jr.), Ruth (Frances Conroy) se enfrenta a Nikolai (Ed O'Ross) porque quiere que ella trabaje esa noche. Cuando ella protesta, él la despide. Durante su cita, Hiram revela que conoció a una mujer y que quiere perseguirla. Ruth entiende su decisión y le dice que lo haga. Ella regresa con Nikolai y discuten hasta que se besan y tienen sexo. La condición de Brenda mejora, pero el médico está preocupado por la exploración cerebral de Nate. Descubre que Nate tiene una malformación arteriovenosa y advierte que esto podría provocar su muerte si no se trata.
Durante una reunión con los diáconos, David descubre que uno de los miembros está furioso porque el padre Jack (Tim Maculan) planea casar a dos lesbianas y quiere que lo expulsen. David confiesa su homosexualidad y luego bebe con el padre Jack para apoyar su decisión, pero descubre que Jack no seguirá adelante con más bodas y le pide a David que renuncie a su diaconado. David comparte sus frustraciones con Keith (Mathew St. Patrick), quien comprende su situación, pero reitera que son solo amigos. Más tarde, David imagina que finalmente encuentra orgullo en su sexualidad y llega a la paz consigo mismo.
Claire (Lauren Ambrose) y Gabe (Eric Balfour) asisten a una fiesta en la casa de Parker mientras sus padres están fuera. Gabe sale con sus amigos a comprar cerveza, pero los sorprende sacando un arma y robando la tienda. Cuando Tracy visita nuevamente a la familia para cambiar los arreglos, Nate la confronta y la obliga a firmar el contrato. Sin embargo, la consuela cuando ella no puede acompañar a su tía al funeral. Federico (Freddy Rodríguez) organiza una fiesta de bautizo para Augusto en la casa, invitando a los Fisher a acompañarlo. Nate mira a su familia, sintiéndose contento con su vida. Nathaniel (Richard Jenkins) observa esto desde lejos y sube las escaleras.

## Producción

### Desarrollo
El episodio fue escrito y dirigido por el creador de la serie Alan Ball. Este fue el tercer crédito como guionista y el segundo como director de Ball. 

## Recepción

### Audiencia
En su emisión original en Estados Unidos, "Knock, Knock" fue visto por un estimado de 7,06 millones de espectadores en hogares, con una calificación de 4,5 en hogares. Esto significa que fue visto por el 4,5% de los hogares estimados del país, y fue visto por 4,64 millones de hogares.  Esto representó un aumento del 5% en la audiencia con respecto al episodio anterior, que fue visto por 6,67 millones de espectadores en hogares con una calificación de 4,3 en hogares. 

### Reseñas críticas
"Knock, Knock" recibió críticas muy positivas de los críticos. John Teti, de The AV Club, escribió: "Nate puede saber que tiene suerte; Nathaniel lo sabe aún mejor. En la muerte, tiene una mejor perspectiva de la vida que cualquiera que todavía esté dentro. La ironía ineludible, por supuesto, es que su punto de vista superior va de la mano con una distancia imposible. No llega a ser parte de la alegría que ahora puede comprender tan bien. Como debe ser, Nathaniel sube las escaleras y desaparece de nuestra vista".
Entertainment Weekly le dio al episodio una calificación de "B" y escribió: "A pesar de los giros melodramáticos (el problema de salud de Nate, el tiroteo de Gabe), el final de la primera temporada es un asunto relativamente discreto. Pero incluso sin grandes momentos de suspense, el episodio deja suficientes cabos sueltos como para mantener el interés de los fanáticos por la temporada 2".  Mark Zimmer de Digitally Obsessed le dio al episodio una calificación perfecta de 5 de 5, escribiendo "Una buena conclusión para una excelente primera temporada". 
TV Tome le dio al episodio una calificación de 9 sobre 10 y escribió: "Probablemente se podría argumentar que el episodio de la semana pasada puede haber sido el mejor candidato en términos de un final de temporada, pero "Knock, Knock" definitivamente se mantiene firme".  Billie Doux de Doux Reviews le dio al episodio un perfecto 4 de 4 estrellas y escribió "Este fue un final de temporada maravilloso, tan lleno de emoción, promesa y confusión".  Television Without Pity le dio al episodio una calificación de "A–". 
En 2016, Ross Bonaime de Paste lo clasificó en el puesto 20 en un ranking de episodios de la serie y escribió: "El final de la primera temporada de Six Feet Under nos muestra la increíble cantidad de crecimiento que experimentaron todos los personajes en el lapso de seis meses que pasó desde el piloto. David, Ruth y Claire están mucho más en sintonía con lo que quieren en sus vidas y están dispuestos a defenderlo. Pero Nate es el que más ha cambiado. Después de descubrir un problema dentro de su cerebro que se volverá fatal años después, parece mucho más contento con su familia y seres queridos, incluso parece preparado para el matrimonio y abierto a la religión. Al comienzo de esta temporada, todos estaban motivados por el miedo abrumador a la muerte, pero en "Knock, Knock", todos están finalmente motivados por el potencial que tiene la vida. Como dice Nate, la muerte existe para hacer que la vida sea aún más especial".